# Монастырь Святой Клары Ассизской (Сан-Кристобаль-де-ла-Лагуна)
Монастырь Святой Клары Ассизской (исп. Convento de Santa Clara de Asís) — францисканский монастырь в городе Сан-Кристобаль-де-ла-Лагуна, Тенерифе (Канарские острова, Испания). Первый женский монастырь на Канарских островах.
Монастырь был основан в 1547 году. Первоначально назывался как Монастырь святого Иоанна Крестителя.
Современное здание было построено в 1577 году и было перестроено в значительной степени в восемнадцатом веке после сильного пожара.
Церковь имеет один неф с позолоченными кассетными сводами. В середине нефа в самом центре свода находится резной рельеф с изображениями святых Франциска Ассизского и Клары Ассизской.
В 1978 году монастырь был объявлен объектом культурного национального наследия на Канарских островах.